# Лоуэр-Гранд-Лагун (Флорида)
Лоуэр-Гранд-Лагун (англ. Lower Grand Lagoon) — статистически обособленная местность, расположенная в округе Бей (штат Флорида, США) с населением в 4082 человека по статистическим данным переписи 2000 года.

## География
По данным Бюро переписи населения США статистически обособленная местность Лоуэр-Гранд-Лагун имеет общую площадь в 6,99 квадратных километров, из которых 5,7 кв. километров занимает земля и 1,29 кв. километров — вода. Площадь водных ресурсов округа составляет 18,45 % от всей его площади.
Статистически обособленная местность Лоуэр-Гранд-Лагун расположена на высоте 3 м над уровнем моря.

## Демография
| Год переписи        | Нас. |  | %±     |
| ------------------- | ---- |  | ------ |
| 1980                | 1619 |  | —      |
| 1990                | 3329 |  | 105,6% |
| 2000                | 4082 |  | 22,6%  |
| 1980–2000 Источник: |      |  |        |

По данным переписи населения 2000 года в Лоуэр-Гранд-Лагун проживало 4082 человека, 1052 семьи, насчитывалось 2097 домашних хозяйств и 5697 жилых домов. Средняя плотность населения составляла около 583,98 человека на один квадратный километр. Расовый состав населённого пункта распределился следующим образом: 95,88 % белых, 1,18 % — чёрных или афроамериканцев, 0,59 % — коренных американцев, 0,73 % — азиатов, 0,07 % — выходцев с тихоокеанских островов, 1,22 % — представителей смешанных рас, 0,32 % — других народностей. Испаноговорящие составили 3,06 % от всех жителей статистически обособленной местности.
Из 2097 домашних хозяйств в 16,1 % воспитывали детей в возрасте до 18 лет, 39,5 % представляли собой совместно проживающие супружеские пары, в 7,2 % семей женщины проживали без мужей, 49,8 % не имели семей. 37,3 % от общего числа семей на момент переписи жили самостоятельно, при этом 9,4 % составили одинокие пожилые люди в возрасте 65 лет и старше. Средний размер домашнего хозяйства составил 1,95 человек, а средний размер семьи — 2,50 человек.
Население статистически обособленной местности по возрастному диапазону по данным переписи 2000 года распределилось следующим образом: 13,4 % — жители младше 18 лет, 9,4 % — между 18 и 24 годами, 33,6 % — от 25 до 44 лет, 25,7 % — от 45 до 64 лет и 18,0 % — в возрасте 65 лет и старше. Средний возраст жителей составил 42 года. На каждые 100 женщин в Лоуэр-Гранд-Лагун приходилось 104,7 мужчин, при этом на каждые сто женщин 18 лет и старше приходилось 107,1 мужчин также старше 18 лет.
Средний доход на одно домашнее хозяйство статистически обособленной местности составил 31 599 долларов США, а средний доход на одну семью — 38 650 долларов. При этом мужчины имели средний доход в 27 648 долларов США в год против 21 905 долларов среднегодового дохода у женщин. Доход на душу населения статистически обособленной местности составил 31 599 долларов в год. 13,3 % от всего числа семей в населённом пункте и 16,3 % от всей численности населения находилось на момент переписи населения за чертой бедности, при этом 29,6 % из них были моложе 18 лет и 6,8 % — в возрасте 65 лет и старше.